# Andrzej Jagusiewicz
Andrzej Janusz Jagusiewicz (ur. 30 marca 1941 roku w Warszawie) – polski urzędnik, specjalista ochrony środowiska.

## Życiorys
W 1964 ukończył studia na Wydziale Inżynierii Sanitarnej i Wodnej Politechniki Warszawskiej, a w 1976 uzyskał stopień doktora nauk technicznych (z zakresu prognoz stanu zanieczyszczenia atmosfery) na Politechnice Wrocławskiej. W międzyczasie ukończył Podyplomowe Studium Handlu Zagranicznego w Szkole Głównej Planowania i Statystyki (1971) i Letnią Szkołę Odnawialnych Źródeł Energii przy Université de Paris VII Diderot (1974).
Współzałożyciel Instytutu Ochrony Środowiska. Członek komitetów redakcyjnych czasopism Pollution Atmospherique i Aura. Oprócz działalności naukowej pracował w przedsiębiorstwach komercyjnych, w tym w założonej przez siebie firmie „Czystsze Powietrze dla Europy-KlinEr”.
Wieloletni urzędnik państwowy. Pełnił m.in. funkcje dyrektora protokołu dyplomatycznego w Kancelarii Sejmu i dyrektora gabinetu w Państwowej Inspekcji Pracy. Większość funkcji związanych była z resortem ochrony środowiska. Główny Inspektor Ochrony Środowiska w latach 2008–2015. Wcześniej w Głównym Inspektoracie Ochrony Środowiska był dyrektorem Departamentu Monitoringu, Ocen i Prognoz. Ze stanowiskiem tym związane są również funkcje takie jak współprzewodniczący Międzynarodowego Dialogu ds. Zatopionej Broni (IDUM), członek naukowego komitetu doradczego ds. zatopionej w morzach broni chemicznej (ISAB), przewodniczący delegacji polskiej w HELCOM, polski Dyrektor Morski (od 2011), wiceprzewodniczący Zarządu Europejskiej Agencji Środowiska i przewodniczący Biura Konwencji Bazylejskiej oraz 12. Konferencji Stron Konwencji Bazylejskiej w maju 2015 w Genewie.
W 2011 odznaczony Złotym Krzyżem Zasługi.
Żonaty. Trójka dzieci.

## Wybrane publikacje
- Andrzej Jagusiewicz: Powietrze, Człowiek, Środowisko. Warszawa: Ludowa Spółdzielnia Wydawnicza, 1981. ISBN 978-83-205-3334-7. Brak numerów stron w książce
- R. VanAalst, C. Agren, M. Amann, H. Apsimon, R. Ballaman, L. Bjorkbom, J. Bruce, T. Brydges, B. Kvaeven, M. Chadwick, R. Chrast, H. Dovland, W. Draper, M. Forsius, O. Graham, H. Gregor, P. Grennfelt, J-P. Hettelingh, T. Haussmann, H. Harmens, L. Hordijk, A. Jagusiewicz, D. Jost, W. Kakebeeke, V. Keizer, E. Kovacs, M. Drzyzanowski, V. Kucera, T. Kuokkanen, L. Lindau, M. Lorenz, M. Lutz, R. Maas, H. Martin, W. Mill, G. Mills, L. Nordberg, M. Posch, P. Sand, K. Sanders, T. Schneider, J. Schneider, B. L. Skjelkvale, J. Sliggers, J. Slootweg, V. Sokolovsky, T. Spranger, P. Szell, J. Thompson, J. Tidblad, A. Tollan, W. Tuinstra, M. J. Ulstein, L. White, H. Wuester: Clearing the Air. 25 Years of the Convention on Long-range Transboundary Air Pollution. J. Sliggers, W. Kakebeeke (red.). Nowy Jork, Genewa: United Nations, 2004. ISBN 92-1-116910-0. Brak numerów stron w książce